# Sussaba montana
Sussaba montana är en stekelart som beskrevs av Manukyan 1988. Sussaba montana ingår i släktet Sussaba och familjen brokparasitsteklar. Inga underarter finns listade i Catalogue of Life.